# Spilosoma obliqua
Spilosoma obliqua là một loài bướm đêm thuộc phân họ Arctiinae, họ Erebidae.

## Hình ảnh

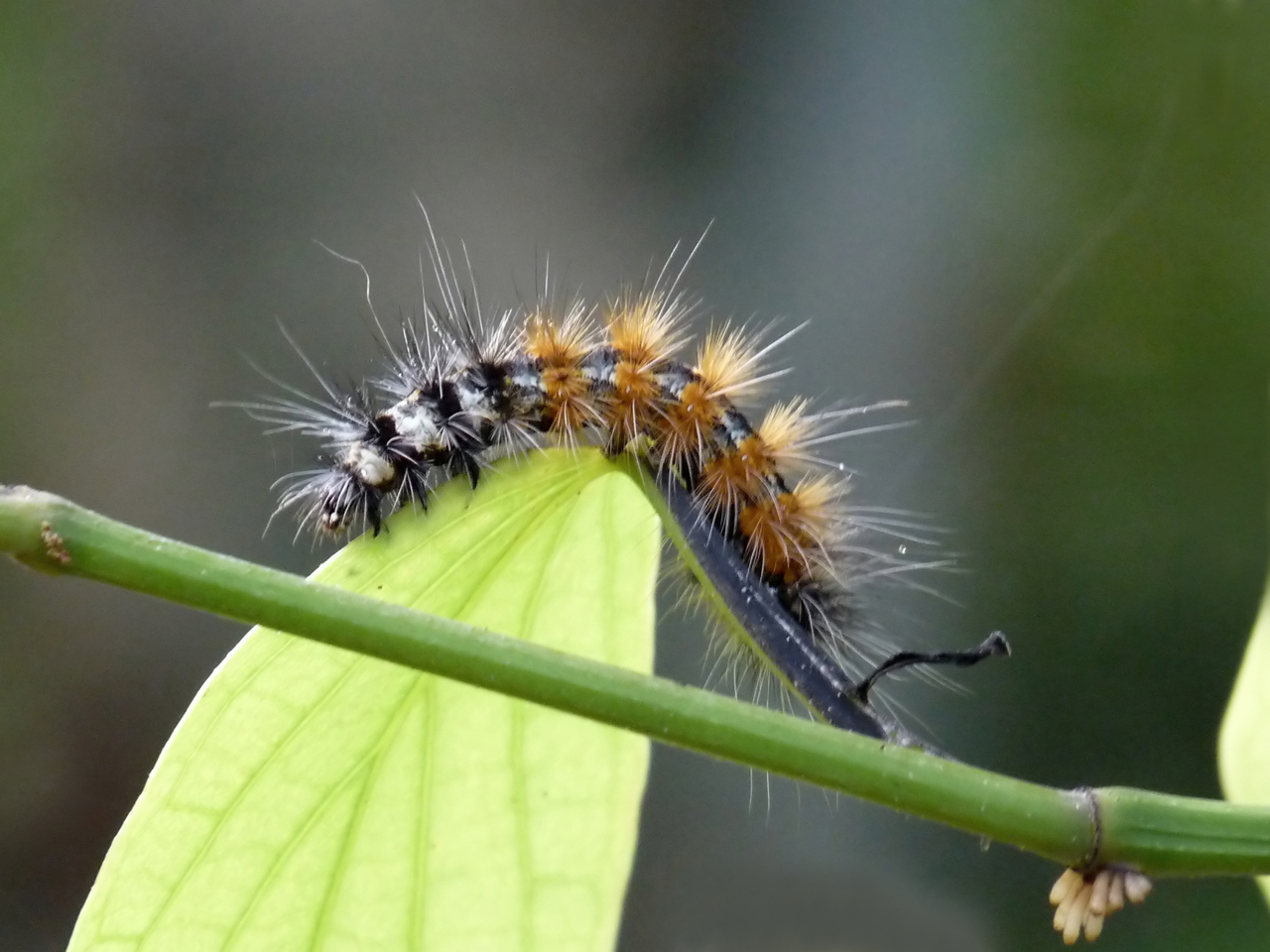
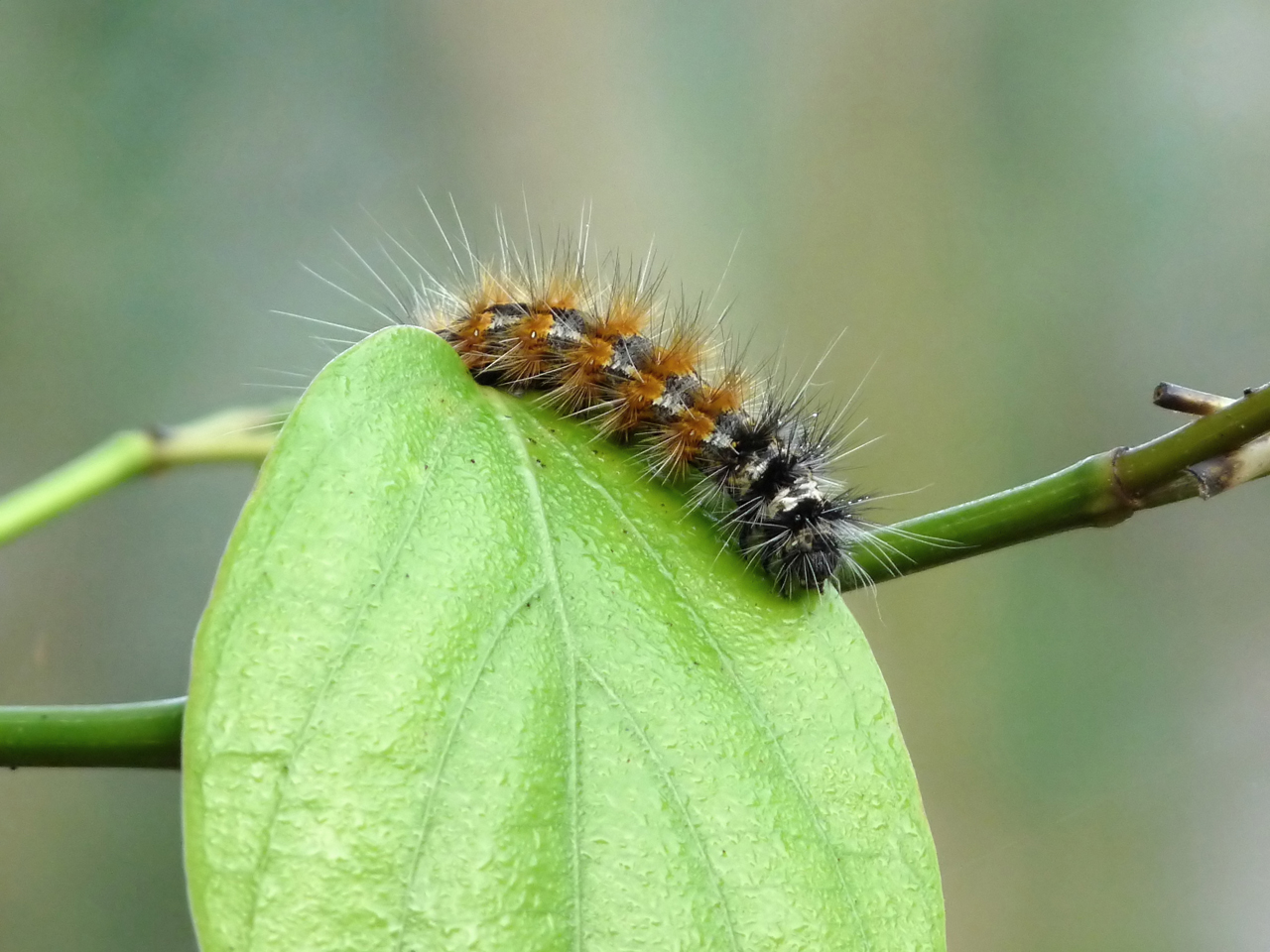
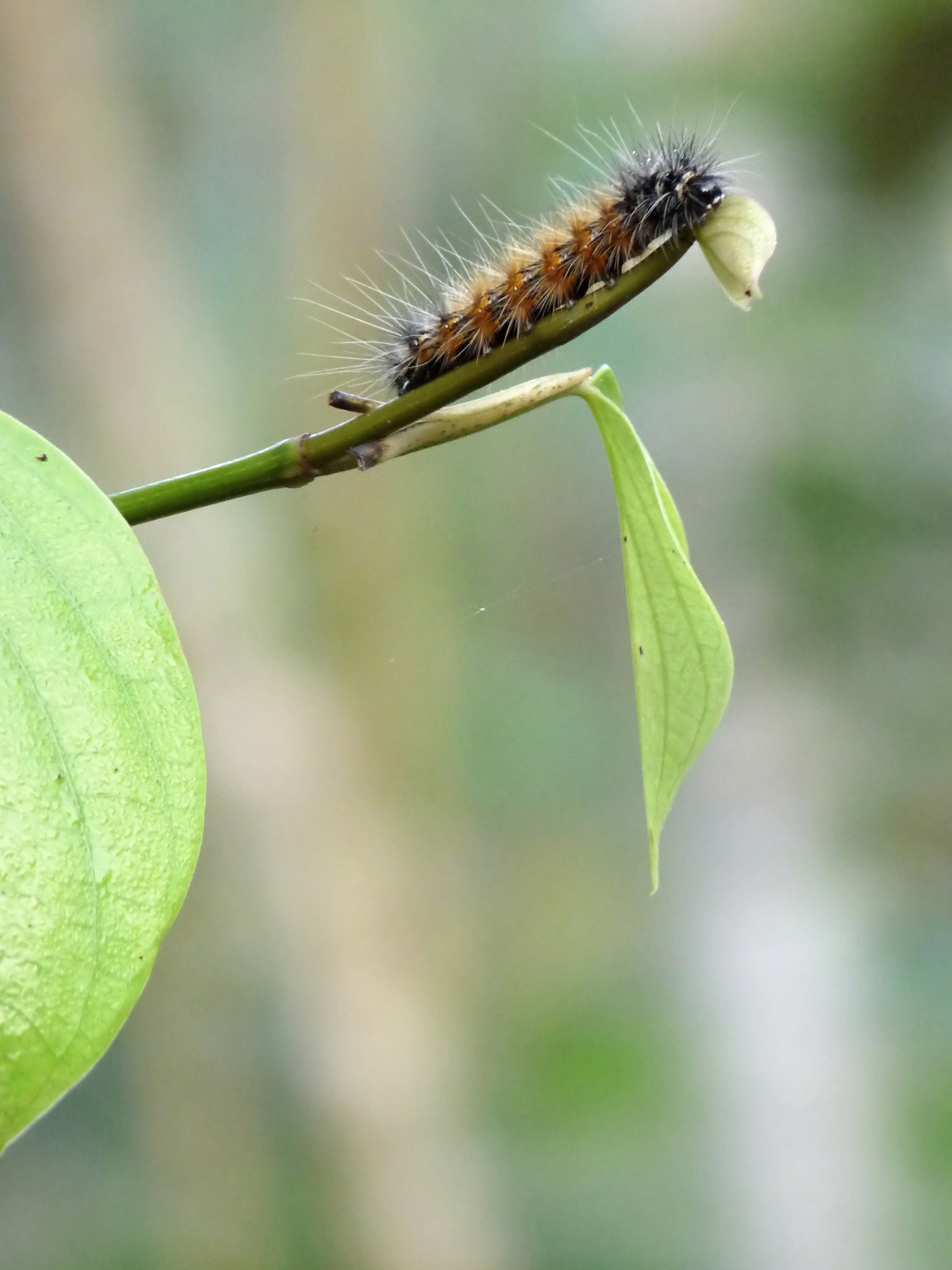
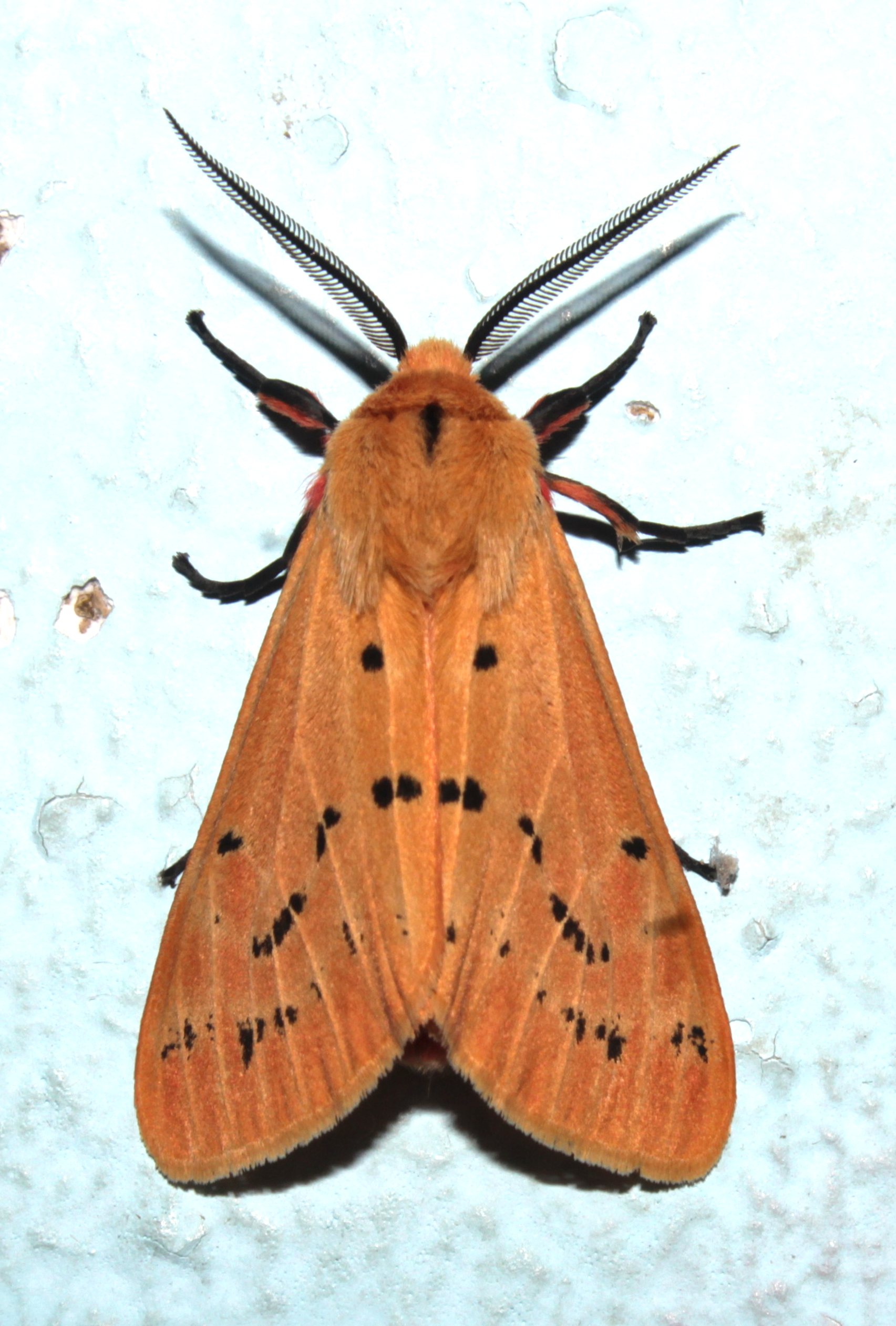